# Daihatsu Move
Daihatsu Move (яп. ダイハツ・ムーヴ) — автомобиль японской компании Daihatsu. Относится к категории кей-каров.
Выпускается с августа 1995 года по настоящее время.

## Первое поколение (L600S)
Выпускался с августа 1995 по сентябрь 1998 года. Автомобиль оснащался 3-цилиндровым 12-клапанным бензиновым двигателем с жидкостным охлаждением, объёмом 659 см³ мощностью от 52 до 64 л. с. В качестве трансмиссии устанавливалась 3- и 4-ступенчатая АКПП или 5-ступенчатая МКПП. Привод мог быть передним и полным. Кроме стандартного хетчбэка предлагалась версия Custom, отличавшаяся внешним оформлением. Позднее выпуск этой модели продолжился по лизенции в Китае под маркой FAW.

## Второе поколение (L900S)
Выпускался с октября 1998 по сентябрь 2002 года.
Daihatsu Move стали комплектовать не только механической или автоматической коробкой передач, но и вариатором. Автомобиль экспортировался в страны Западной Европы. В 2000 году автомобиль начали выпускать в Малайзии под именем Perodua Kenari.

## Третье поколение (L150S)
Выпускался с октября 2002 по октябрь 2006 года. Технически автомобиль не отличался от предшественников. С появлением третьего поколения поставки модели Move на европейский рынок были прекращены.

## Четвёртое поколение (L175S)
Выпускался с ноября 2006 по ноябрь 2010 года.

## Пятое поколение (LA100/110S)

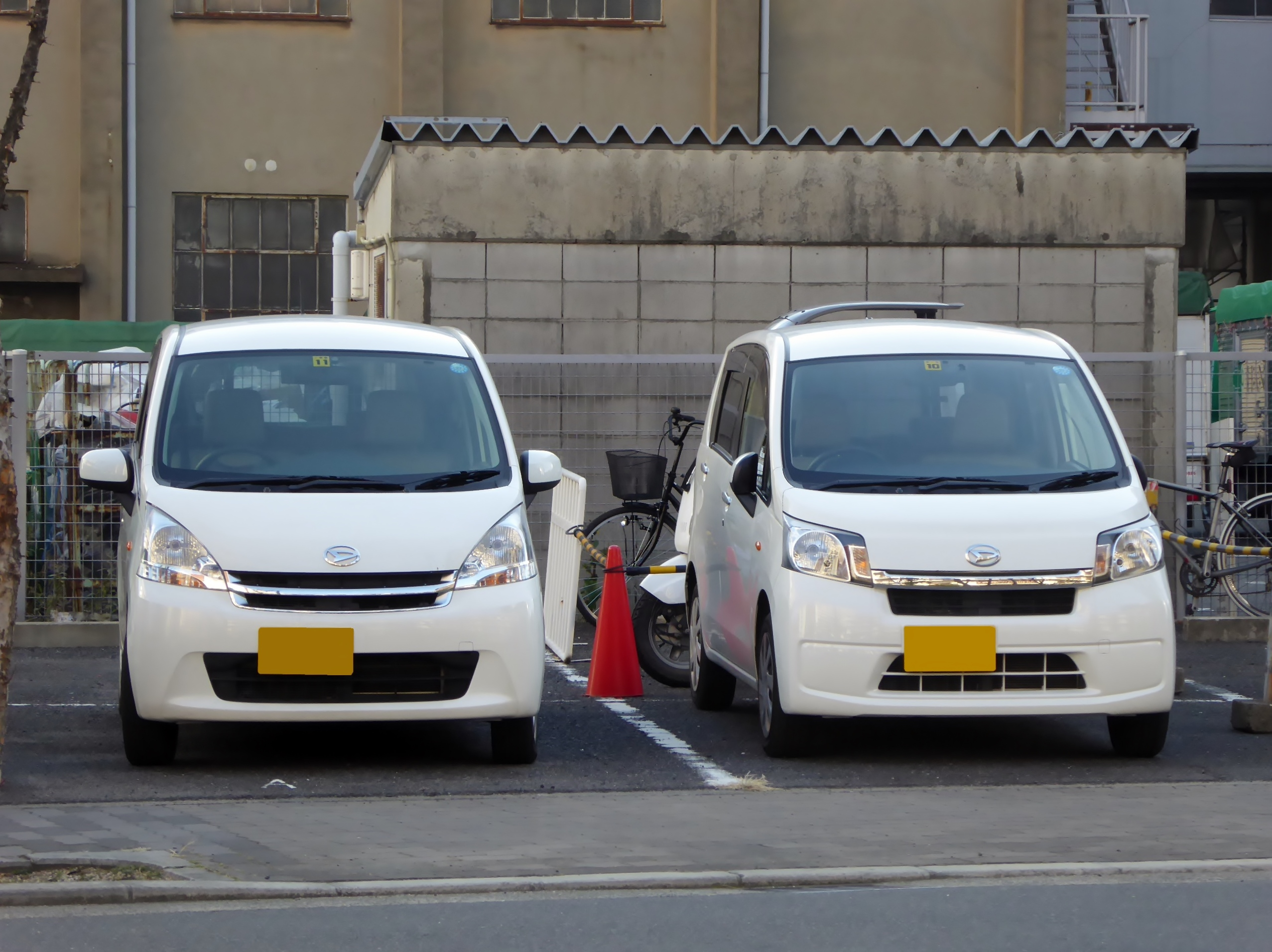
Daihatsu MOVE (LA100S)

Выпускались с декабря 2010 года по декабрь 2014 года. Собираются на заводе в посёлке Рюо. В 2012 году был проведен рестайлинг автомобиля. Силовая установка — 3-цилиндровый 12-клапанный двигатель с жидкостным охлаждением, объёмом 658 см³ и мощностью 52 и 64 лошадиные силы. Модель двигателя — KF-VE3. В качестве трансмиссии стали использовать только бесступенчатую коробку передач. Тип привода передний или полный. Размеры кузова: длина × ширина × высота: 3395×1475×1620 мм. В стандартной комплектации Move нет тахометра — он устанавливается в моделях Custom. Все машины получили полностью автоматический кондиционер в качестве стандартного оборудования.
Самый низкий расход топлива 30,0 км/л, самый высокий 21,0 км/л.

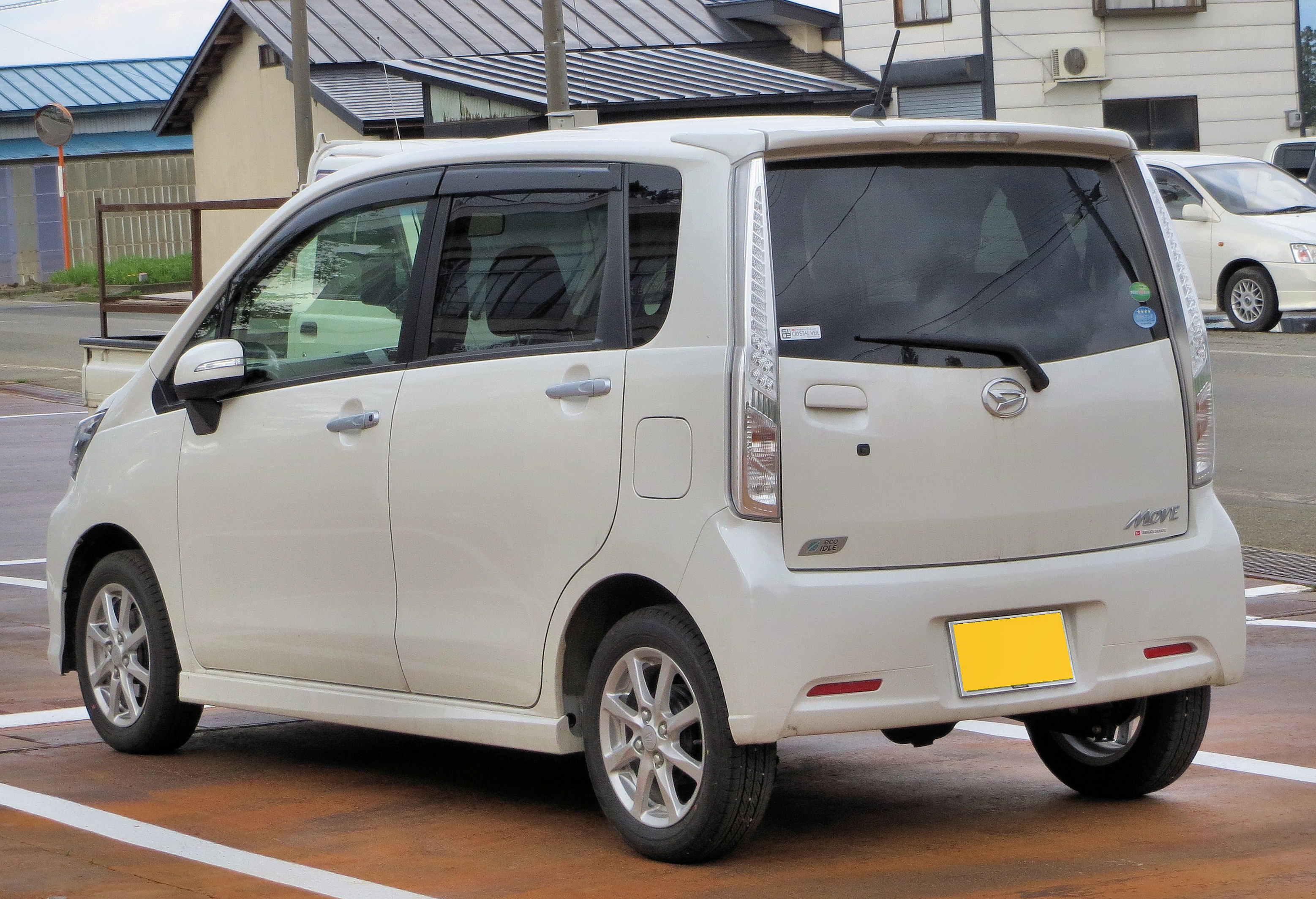
Daihatsu Move Custom XLimited"SA" (LA100S)

## Шестое поколение (LA150/160S)

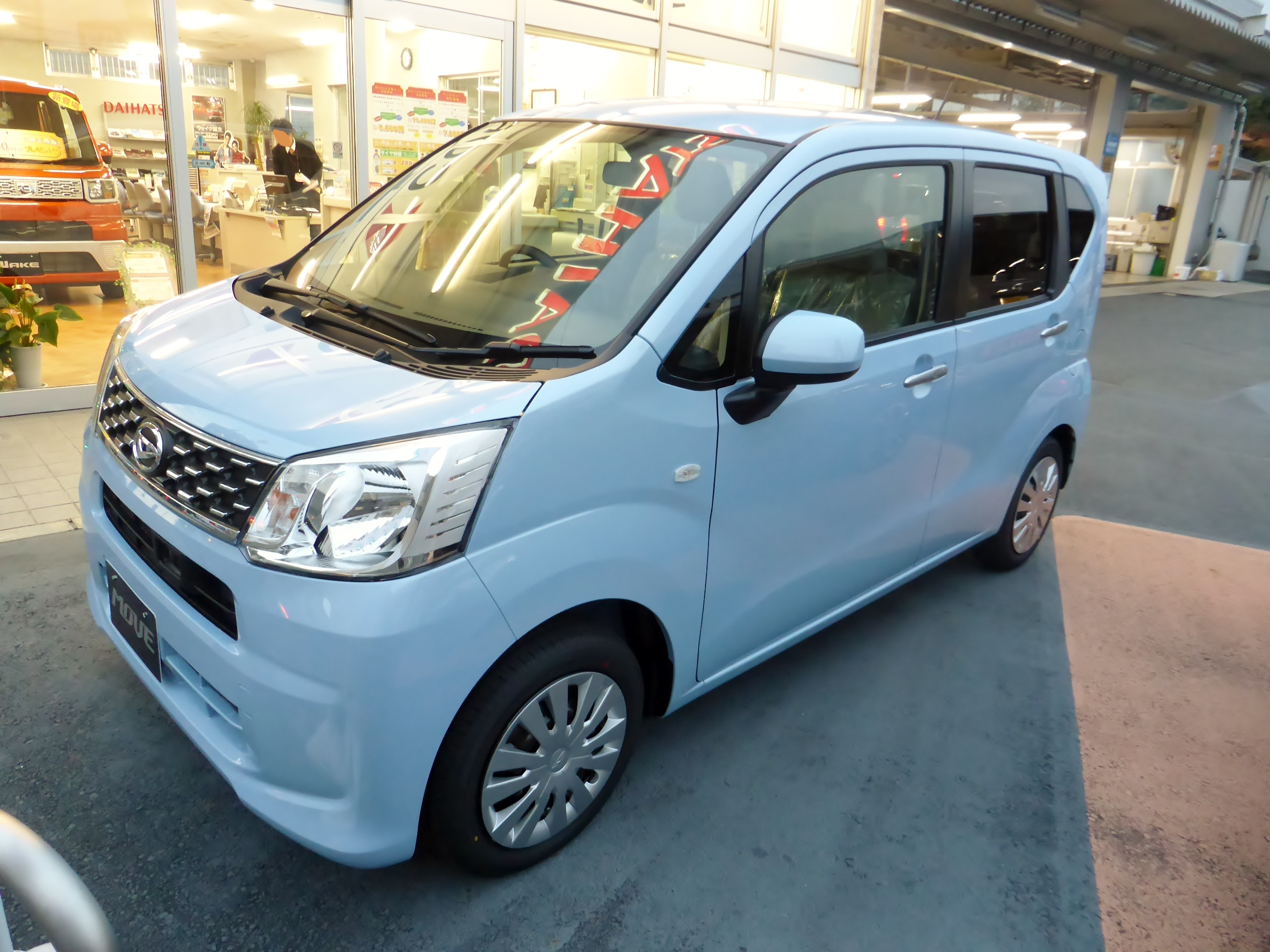
Daihatsu MOVE L"SA" (LA150S)

Выпускаются с декабря 2014 года по настоящее время и продается только на местном рынке. Daihatsu Move комплектуется 3-цилиндровым мотором объёмом 658 куб.см (DOHC), который может оснащаться турбиной (DOHC турбо). В линейке Custom появился новый класс Hyper.
Аналогичная модель выпускается под именем Subaru Stella.